# C'est La Vie
C'est La Vie é o segundo álbum de estúdio do girl group brasileiro Rouge. O seu lançamento ocorreu em 5 de maio de 2003 pela Columbia e Sony. Como sucessor de seu álbum de estreia, o homônimo, distribuído no ano anterior, o grupo começou a trabalhar no disco de fevereiro a abril de 2003, cujas gravações ocorreram nos estúdios Midas, situados em São Paulo. Nesse trabalho, as integrantes puderam participar das composições de algumas faixas, enquanto Rick Bonadio serviu como o único produtor musical da obra. Além de trazer versões de sucessos internacionais, como "Eu Quero Fugir" (versão para "Runaway" do The Corrs) e "C'est La Vie" (versão da canção de mesmo nome da banda B*Witched). Em termos musicais, é um álbum musicalmente derivado do pop e dance-pop influenciado por uma variedade de gêneros, dentre eles zouk, pop rock e disco music, além de baladas e apelo teen pop.
Três singles foram lançados de C'est La Vie, dos quais "Brilha La Luna" e "Um Anjo Veio Me Falar" obtiveram maior destaque, com o primeiro qualificando-se na segunda colocação entre as dez canções mais executadas pelas estações de rádio brasileiras. Como forma de divulgação, o Rouge apresentou faixas do álbum em programas televisivos e entraram em turnê pelo Brasil. Comercialmente, o disco foi bem-sucedido, qualificando-se entre os três primeiros na parada de vendas de álbuns publicada pela revista IstoÉ Gente. Mais tarde, a Pro-Música Brasil (PMB) reconheceu vendas superiores a 200 mil cópias com certificado de platina. Foi o décimo sétimo disco mais comprado no país em 2003 e acumula vendas de 900 mil cópias até 2012. Este é o último álbum de estúdio com a integrante Lu Andrade, que saiu em 2004, mas voltou no quinto disco do grupo, Les 5inq (2019).

## Desenvolvimento
Após o sucesso do seu antecessor - Rouge, C'est La Vie trouxe para o país o ritmo zouk que já estava presente na cena musical principalmente na Europa. O ritmo possui uma semelhança com a lambada e surgiu nas Antilhas. Segundo o idealizador e produtor do álbum, Rick Bonadio, apostou no ritmo juntamente com o pop. Segundo Luciana, "Depois de ‘Ragatanga’, todos esperam que a gente tenha algo a mais para mostrar. O que temos a dizer é que confiamos em Rick e nos profissionais da Sony. E eles também, ao ouvir a nossa opinião na hora de escolher as composições". Já Patrícia ressalta que houve maior interação das integrantes no trabalho, opinando: "Nesse disco, participamos de reuniões com o Rick Bonadio, para ajudar a escolher o repertório. Ouvimos músicas que foram mandadas e chegamos a fazer uma versão."
Fantine Thó, também integrante do grupo, comentou sobre o novo trabalho: 
| “ | O zouk está no Brasil há muito tempo, mas nenhum artista ainda o apresentou para o grande público. Estamos lançando o pop zouk, com a cara do Rouge. | ” |

Sobre a pressão de terem que repetir a mesma trajetória do CD de estreia, as meninas do Rouge ficaram tranquilas, mas reconheceram que sofreram uma pressão grande. "A gente sentiu uma pressão, mas procurou não ficar pensando nisso", afirma Patrícia. "Quisemos ser verdadeiras e isso é que vai fazer com que o disco tenha a qualidade do primeiro. Se vai vender, que seja uma consequência."

## Canções
O repertório de C'est La Vie é composto principalmente de versões de músicas de encomenda feitas por compositores internacionais e músicas do próprio Rick Bonadio, assim como aconteceu no primeiro álbum. A faixa auto-intitulada que abre o disco, é uma versão da canção de mesmo nome da girl group irlandesa B*Witched. A versão da canção, que para alguns críticos, lembra o sucesso "Beijo Molhado", ficou por conta de Milton Guedes. Já "Brilha La Luna", escrita por Rick Bonadio, tem apelo "caliente" e um ritmo chamado "pop zouk". A canção "Me Faz Feliz" é versão de Milton Guedes da canção "Heavenly". Já "Quando Chega a Noite", traz uma novidade, é uma disco music, cantada em sua maior parte por Karin.
A canção é uma versão da canção "Llega la Noche", da girl group argentina Bandana, formada na versão do mesmo país de Popstars. Um dos destaques do álbum é a faixa "Um Anjo Veio Me Falar", escrita por Aline, Fantine, Karin, Luciana e Patrícia, em parceria com Rick Bonadio. A música é uma versão da canção "Angel In My Heart", da banda pop britânica Hear'Say, revelada na 1º temporada do Popstars britânico. A pop "Fantasma" é uma versão escrita por Fúlvio Márcio, que compôs algumas faixas do primeiro álbum da girl group, de Demon, da banda dinamarquesa EyeQ, também revelada no Popstars local. Vamos Mudar O Mundo, cantado majoritariamente por Karin e Luciana, é uma versão de "Cambiar El Mundo", da "boy band" argentina Mambrú, formada na segunda temporada do Popstars local. 

"Foi legal porque rolou de forma descontraída. O Rick lançou a ideia para a Patty, ela pensou num contexto. Depois ele resolveu jogar a ideia para todas. Fomos falando enquanto o Rick, mais experiente, ia lapidando. O resultado ficou ótimo. É uma das minhas músicas favoritas no CD".

Luciana Andrade, integrante do grupo, falando sobre a canção "Um Anjo Veio Me Falar".
"Vem Cair na Zueira", também assinada por Rick Bonadio, segue o mesmo estilo de "Brilha la Luna", tendo um grande apelo latino, mais perto do zouk raiz. "Dentro de Mim" é de autoria de Charles Midnight, que já escreveu canções para Joe Cocker e James Brown. "Quando solicitei a ele uma composição para o disco do Rouge ele disse já conhecer o grupo e seu trabalho. O mesmo aconteceu com todos os outros autores estrangeiros com quem falamos", disse Rick Bonadio. Uma das canções preferidas das cantoras é "Eu quero Fugir", versão em português para "Runaway", canção da banda irlandesa The Corrs. "Quando eu me mudei para São Paulo e comecei a me envolver com música, meus amigos sempre diziam que The Corrs tinha tudo a ver com meu estilo", lembrou Luciana. Fantine fez a sua estreia como compositora na balada "Um Dia Sem Você". "Eu costumava cantar mais baladas black e até rap, mas minha faixa preferida do CD vem numa levada mais pop/rock", explica Aline, referindo-se à canção. Na canção, ela e Fantine fazem um dueto, enquanto que as outras garotas fazem o coro. Luciana também se aventura na composição, ao lado de Rick Bonadio na faixa "Abra o Seu Coração".

## Promoção

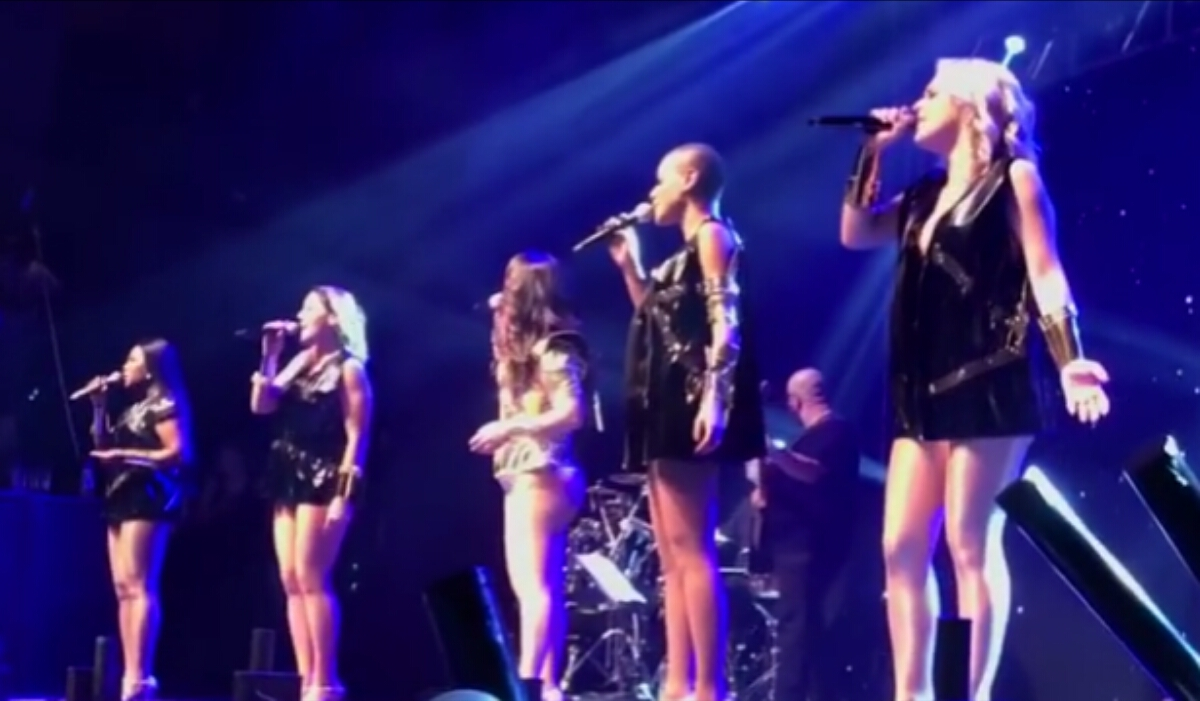
Rouge cantando "Um Anjo Veio me Falar", durante a turnê Rouge 15 Anos, em Curitiba (2018).

"Brilha La Luna", o primeiro single de C'est La Vie, foi lançado em abril de 2003. A canção foi um sucesso nas rádios do Brasil, alcançando o segundo lugar entre as dez mais executadas. O segundo foco de promoção, a balada "Um Anjo Veio Me Falar", foi lançado em julho de 2003, e também se tornou um sucesso, chegando até a sexta colocação. Além disso, fez parte da trilha sonora da novela Canavial de Paixões, do SBT. O terceiro single, "Vem Cair na Zueira", foi lançado em novembro, e ficou entre as 20 mais executadas.
Para promover o álbum, a gravadora lançou uma edição especial, contendo um kit com CD e DVD, contando com o making of que registra a transformação das meninas para a nova fase do grupo. Além de bastidores do videoclipe de "Brilha La Luna", material multimídia e muito mais. Rouge divulgou C'est La Vie massivamente na televisão, cantando diversas canções do mesmo em vários programas, incluindo o Domingo Legal, onde apresentaram pela primeira vez "Brilha La Luna" e reveleram ao público seus novos visuais. Nos meses seguintes, o grupo se concentrou na promoção internacional do disco, apresentando "Brilha La Luna" e "Um Anjo Veio me Falar" em vários programas de Portugal. Ainda foi lançada a promoção que acompanhava o álbum de cromos do grupo, no qual fãs que o completassem mais rapidamente poderiam viajar acompanhados das cinco membros para a Walt Disney World Resort, em Bay Lake, Estados Unidos. Em outubro, após uma rodada de sorteios, três fãs foram selecionados e a viagem finalmente ocorreu. A passagem das meninas pelo parque foi documentada e exibida pelo programa Falando Francamente, do SBT. Elas também fizeram sua estreia nos cinemas, no filme Xuxa Abracadabra, lançado em 19 de dezembro, onde aparecem cantando "Vem Cair na Zueira" numa casa noturna em um determinado momento da trama.
O grupo ainda embarcou na Turnê C'est La Vie, que contou com apresentações em várias casa de espetáculo e espaços públicos do Brasil. Em novembro, Andrade precisou se ausentar de alguns shows, uma vez que, segundo a assessoria de imprensa do Rouge, precisava resolver problemas pessoais. Para celebrar seu primeiro ano de existência, em 21 de setembro, o Rouge se apresentou para 23 mil pessoas no Estádio Municipal Paulo Machado de Carvalho (Pacaembu), em São Paulo. O concerto foi filmado e lançado via álbum de vídeo, intitulado A Festa dos Seus Sonhos. A gravação foi exibida na íntegra pela Rede Bandeirantes, como um especial de mais de uma hora de duração dedicado ao grupo. Vários músicas de C'est La Vie foram gravadas em espanhol, para o álbum que iria ser lançado no ano seguinte em países hispânicos. Mas, com a saída de Andrade, o projeto foi cancelado.

## Faixas
| Edição padrão  |                                             |                                                                        |                                                       |         |  |
| N.º            | Título                                      | Compositor(es)                                                         | Composição original                                   | Duração |  |
| 1.             | "C'est La Vie" (C'est La Vie)               | Milton Guedes                                                          | Tracy Ackerman Martin Brannigan B*Witched             | 2:54    |  |
| 2.             | "Brilha La Luna"                            | Rick Bonadio                                                           |                                                       | 3:30    |  |
| 3.             | "Me Faz Feliz" (Heavenly)                   | Guedes                                                                 | Pelle Ankarberg                                       | 3:31    |  |
| 4.             | "Quando Chega A Noite" (Llega La Noche)     | Fúlvio Márcio                                                          | Fernando Lopez Rossi Afo Verde Pablo Durand           | 3:13    |  |
| 5.             | "Um Anjo Veio Me Falar" (Angel In My Heart) | Bonadio Luciana Andrade Li Martins Aline Wirley Karin Hils Fantine Thó | Eliot Kennedy Tim Woodcock Susane Shaw                | 3:45    |  |
| 6.             | "Fantasma" (Demon)                          | Márcio                                                                 | Lars Edvall Mattias Reiner                            | 3:19    |  |
| 7.             | "Vem Cair Na Zueira"                        | Bonadio                                                                |                                                       | 3:24    |  |
| 8.             | "Dentro de Mim" (Underneath My Skin)        | Andrade                                                                | Eric Silver Charles Midnight                          | 3:37    |  |
| 9.             | "Eu Quero Fugir" (Runaway)                  | Bonadio                                                                | James Corr Sharon Corr Caroline Corr Andrea Corr      | 4:30    |  |
| 10.            | "Delírio" (Delirious)                       | Márcio                                                                 | Anthony Anderson Steve Smith Dane Deville Sean Hosein | 3:59    |  |
| 11.            | "Um Dia Sem Você"                           | Thó                                                                    |                                                       | 4:05    |  |
| 12.            | "Abra O Seu Coração"                        | Andrade Bonadio                                                        |                                                       | 4:45    |  |
| 13.            | "Diz Aí Felicidade"                         | Bonadio Beto Paciello Márcio                                           |                                                       | 3:53    |  |
| 14.            | "Vamos Mudar O Mundo" (Cambiar El Mundo)    | Lucas Robles                                                           | Alejandro Lemer                                       | 4:22    |  |
| Duração total: | Duração total:                              | Duração total:                                                         | Duração total:                                        | 51:32   |  |

## Prêmios
O álbum foi um sucesso nas premiações, sendo indicado a 9 prêmios diferentes, sendo indicado no total  a 16, e ganhando 13 prêmios. A canção "Brilha La Luna" ganhou os prêmios de Melhor Música no "Capricho Awards", "Meus Prêmios Nick", "Troféu  "Troféu Universal Musical", Universo Musical" e o "Prêmio Revista Zero". A banda também ganhou o "Prêmio Multishow de Música Brasileira", na categoria Melhor Grupo.
O DVD A Festa dos Seus Sonhos também recebeu 2 prêmios, no "Capricho Awards 2004" e "Troféu Universo Musical 2004", além de ter sido indicado ao "Prêmio Multishow de Música Brasileira", na categoria "Melhor DVD". C'est La Vie foi também eleito o 10.° melhor álbum nacional de 2003 em uma pesquisa feita pela Folha de S. Paulo, com 557 votos dos leitores.
| Ano  | Prémio                                | Categoria                                  | Resultado |
| ---- | ------------------------------------- | ------------------------------------------ | --------- |
| 2003 | Capricho Awards 2003                  | Melhor Música para "Brilha la Luna"        | Venceu    |
| 2003 | Meus Prêmios Nick 2003                | Melhor Música (Brilha La Luna)             | Venceu    |
| 2003 | Meus Prêmios Nick 2003                | Melhor Videoclipe (Brilha La Luna)         | Venceu    |
| 2003 | Prêmio Multishow de Música Brasileira | Grupo Revelação                            | Venceu    |
| 2003 | Prêmio Multishow de Música Brasileira | Melhor DVD por A Festa dos Seus Sonhos     | Nomeado   |
| 2003 | Troféu Universo Musical               | Melhor Álbum (C'est La Vie)                | Venceu    |
| 2003 | Troféu Universo Musical               | Melhor Canção (Brilha La Luna)             | Venceu    |
| 2004 | Capricho Awards 2004                  | Melhor Canção para "Um Anjo Veio Me Falar" | Venceu    |
| 2004 | Capricho Awards 2004                  | Melhor DVD (A Festa dos Seus Sonhos)       | Venceu    |
| 2004 | MTV Video Music Brasil                | Escolha da Audiência (Brilha la Luna)      | Nomeado   |
| 2004 | Prêmio Academia Brasileira de Letras  | Melhor Banda                               | Venceu    |
| 2004 | Prêmio Miscelânea Design (ABRE)       | Melhor Álbum                               | Venceu    |
| 2004 | Prêmio Revista Zero                   | Melhor Canção (Brilha la Luna)             | Venceu    |
| 2004 | Troféu Universo Musical 2004          | Melhor Canção (Um Anjo Veio Me Falar)      | Venceu    |
| 2004 | Troféu Universo Musical 2004          | Melhor DVD A Festa dos Seus Sonhos         | Venceu    |

## Desempenho comercial
Foram vendidas mais de 100 mil cópias de C'est La Vie em sua primeira semana. Na semana de 16 de junho de 2003, alcançou 3.ª posição da parada Hits, que compilava os álbuns mais vendidos do Brasil, de acordo com dados fornecidos pelo instituto Nelson Oliveira Pesquisa e Estudo de Mercado (NOPEM) e divulgados pela IstoÉ Gente. Mais tarde, a Pro-Música Brasil (PMB) reconheceu vendas superiores a 200 mil cópias com certificado de platina. Encerrou como o 17º disco mais adquirido no país em 2003. C'est La Vie vendeu entre 350 mil a 900 mil cópias em solo brasileiro.
| País — Tabela musical (2003) | Posição de pico |
| ---------------------------- | --------------- |
| Brasil (HITS)                | 3               |

| País — Tabela musical (2003) | Posição |
| ---------------------------- | ------- |
| Brasil (Pro-Música Brasil)   | 17      |

| Região                                                                                             | Certificação | Vendas  |
| -------------------------------------------------------------------------------------------------- | ------------ | ------- |
| Brasil (Pro-Música Brasil)                                                                         | Platina      | 900,000 |
| *números de vendas baseados somente na certificação ^distribuições baseadas apenas na certificação |              |         |